# Atenció a la dependència a Castella - la Manxa
L'atenció a la dependència a Castella - la Manxa ha tingut un desenvolupament normatiu com les altres comunitats autònomes.

## Abans de la llei de dependència
La Llei 3/1986, de 16 d'abril de Serveis Socials establí prestacions assistencials mitjançant residències permanents per a ancians amb limitacions per a les activitats de la vida diària on es feien activitats de recuperació i es propiciava el contacte social i familiar.

## Després de la llei de dependència
La Resolució de 24 d'abril de 2007 establí els models de sol·licitud de reconeixement de la situació de dependència. El Decret 307/2007, de 18 de desembre, regulà el procediment de reconeixement de la situació de dependència i establia com a sanció als infractors la pèrdua de prestacions i subvencions.